# Mausolée de Ali Mardan Khan
 (mars 2025).
Le  Mausolée de Ali Mardan Khan  est un tombeau de la dynastie moghol, situé à Lahore dans le Pendjab, au Pakistan. 
Il fut construit dans les années 1630 pour le noble perse et gouverneur Ali Mardan Khan.

## Référence
- (en) K. Mumtaz, Architecture in Pakistan, Mimar Book, Butterworth Architecture, 1985, PP85.